# Спиритический сеанс

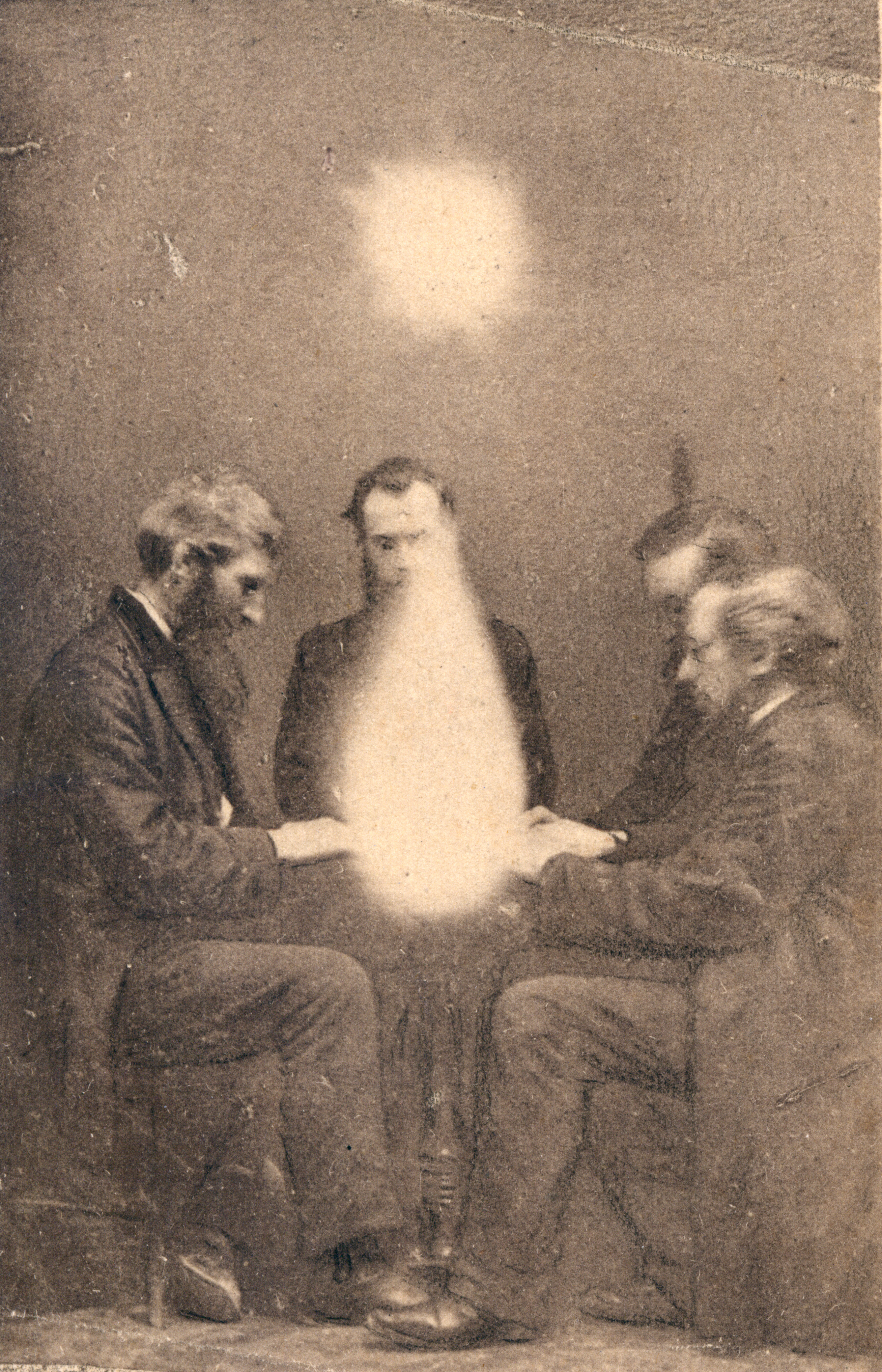
Сеанс в Англии в 1872 году.

Спирити́ческий сеа́нс — мистический ритуал, проводимый обычно в специальном помещении, участники которого стремятся увидеть или получить какое-либо сообщение от души умершего человека. Часто, но не обязательно, на сеансе присутствует медиум. Ритуал может производиться по различным правилам.

## История
Термин происходит от французского слова «séance», могущего означать «место» или «сидение». Одной из наиболее ранних работ, посвящённых данной практике, была книга «Communitation With the Other Side» (рус. «Контакты с другой стороной») англичанина Джорджа Литтлтона, опубликованная в Англии в 1760 году. В своей книге он утверждал, что общался — в числе прочих — с душами Перикла, Уильяма Пенна и шведской королевы Кристины. Популярность спиритических сеансов существенно возросла в Великобритании и США в середине XIX века, в том числе после ритуалов, проводившихся в Белом Доме тогдашней первой леди США Мэри Тодд Линкольн в присутствии своего мужа, Авраама Линкольна, после смерти их сына; в Бразилии первый известный сеанс состоялся в 1865 году, причём вскоре в этой стране популярность этого явления уже не уступала англоязычному миру. К середине XX века популярность спиритических сеансов снизилась, однако к этому времени на основе веры в возможность контакта с душами умерших возникло отдельное религиозное течение в христианстве — спиритуализм.

## Пример способа проведения
Одним из наиболее распространённых способов проведения спиритического сеанса было использование специальной дощечки, известной как «говорящая доска» или «доска Уиджа», на которую были нанесены буквы алфавита, цифры и слова «Да» и «Нет». Участники сеанса помещают свои пальцы (один или два) на специальный указатель (с острым концом и пустым окошком) на дощечку и концентрируются на каком-либо вопросе; затем, якобы ощутив присутствие духа умершего, они под его влиянием начинают перемещать указатель до нужных символов (буквы, цифры, слова), чтобы получить от него ответ. Возможным научным объяснением этого действия является то, что участники сеанса, верящие в реальность происходящего, могут сами перемещать указатель, не осознавая этого, — так называемый идеомоторный акт .

## Критика
Несмотря на то, что сторонниками реальности спиритических сеансов вплоть до первой половины XX века выступали некоторые известные люди, в том числе писатель Артур Конан Дойл и психиатр Карл Густав Юнг, уже в то время значительная часть научной общественности отрицала возможность подобного. Ныне абсолютным большинством как светских учёных, так и религиозных деятелей подобная практика признаётся либо неосуществимым действием, либо открытым мошенничеством, либо (в случае с некоторыми религиозными деятелями) грехом, запрещаемым Библией. При этом утверждать, что спиритизм как таковой является обманом, могут и служители церкви.